# Anarchisme aux États-Unis

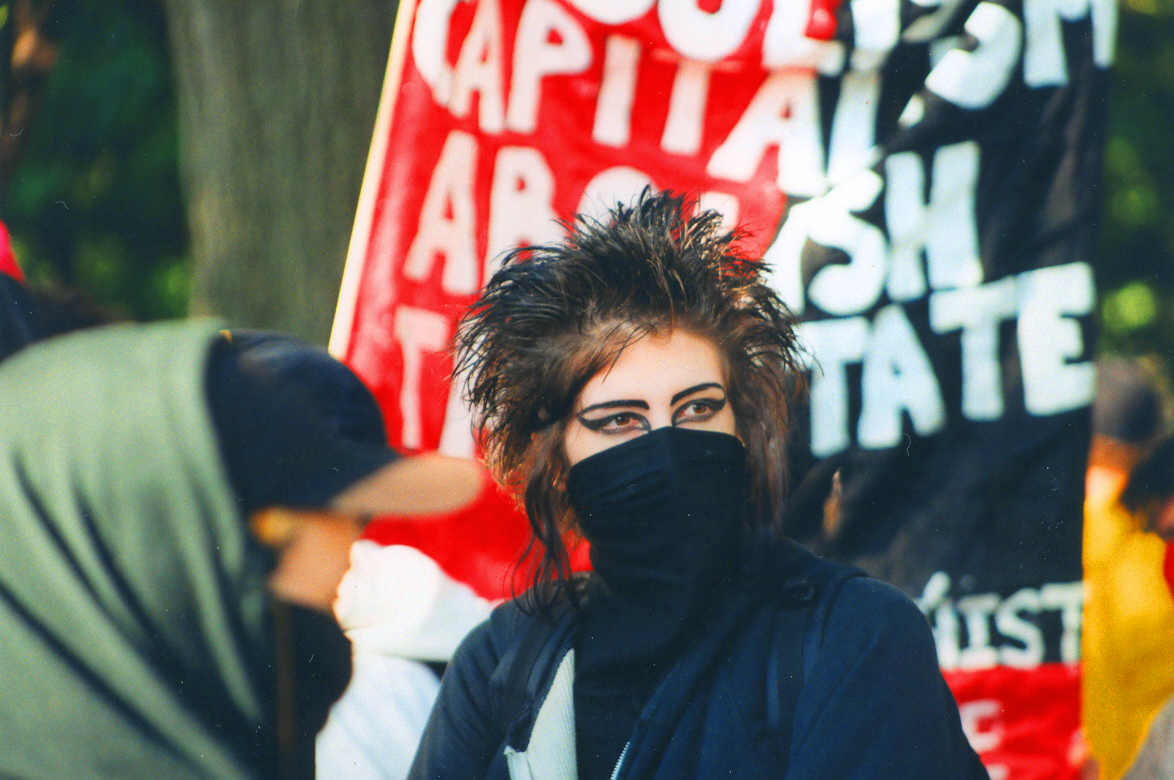
Manifestation anti-guerre devant le Sénat des États-Unis le 29 septembre 2001.

L'anarchisme est un courant de philosophie politique développé depuis le XIXe siècle sur un ensemble de théories et pratiques anti-autoritaires. Fondé sur la négation du principe d'autorité dans l'organisation sociale et le refus de toutes contraintes découlant des institutions basées sur ce principe, l'anarchisme a pour but de développer une société sans domination, où les individus coopèrent librement dans une dynamique d'autogestion.
Aux États-Unis, les idées anarchistes se diffusent par la défense de la liberté individuelle, les attaques contre l'État et la religion, les critiques du libéralisme et du socialisme. Certains penseurs libertaires américains comme Henry David Thoreau, Ralph Waldo Emerson et Walt Whitman, préfigurent l'anarchisme contemporain de la contre-culture, de l'écologie, ou de la désobéissance civile.

## Histoire
Le 6 septembre 1901, le président américain William McKinley est assassiné par l'anarchiste Leon Czolgosz. L'année 1920 est marquée par de nombreux attentats anarchistes : les responsables politiques sont touchés, comme le maire de Seattle, chez qui une bombe explose. Un attentat a lieu à Wall Street. Les bureaux de la banque Morgan sont soufflés par un attentat qui fait 38 morts et 200 blessés. Les autorités prennent des mesures de répression contre les anarchistes mais aussi les communistes et les socialistes américains, notamment en promulguant des lois contre l'« anarchie criminelle ». Certains sont emprisonnés, d'autres contraints de s'exiler. L'opinion publique amalgame les étrangers et « les Rouges ». C'est dans ce climat de tension que sont exécutés les anarchistes d'origine italienne Nicola Sacco et Bartolomeo Vanzetti en 1927.

## Amour libre

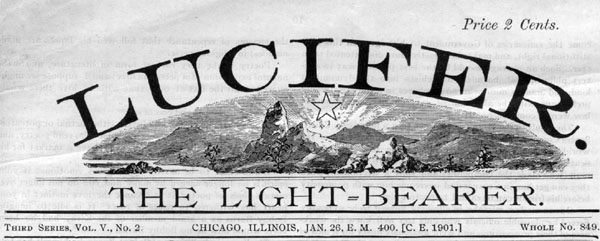
Lucifer, The Light-Bearer, 1883-1907.

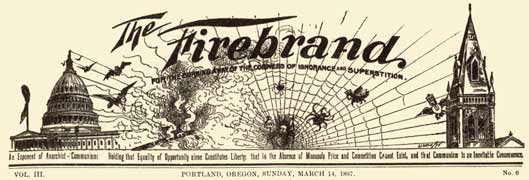
The Firebrand, 1895-1897.

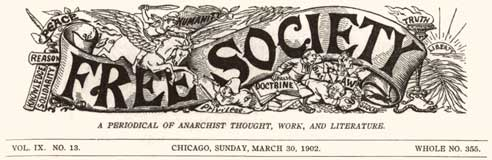
Free Society, 1897-1904.

À la fin du XIXe siècle, le mouvement en faveur de l'amour libre fut un courant majeur de l'anarchisme individualiste aux États-Unis. Josiah Warren et les communautés expérimentales en sont les précurseurs. Ils voient la liberté sexuelle comme une expression claire et directe de l'auto-détermination des individus. L'engagement en faveur de l'amour libre se conjugue avec la lutte pour les droits des femmes dans la mesure où ce sont elles qui sont les premières victimes des discriminations inscrites dans les lois, comme celles sur le mariage ou sur l'interdiction des moyens de contraception.
Parmi les journaux qui défendent l'amour libre, le plus important est Lucifer, The Light-Bearer ((Lucifer, Le Porteur de Lumière 1883-1907), édité par Moses Harman et Lois Waisbrooker. Mais il y eut aussi The Word (1872-1890 et 1892-1893) de Ezra Heywood et Angela Heywood. M. E. Lazarus est également une figure importants de l'anarchiste individualiste américain, défenseur de l'amour libre.
Autre journal libertaire majeur aux États-Unis de la fin du XIXe siècle, début du XXe siècle : Free Society (1895-1897 sous le titre The Firebrand et 1897-1904 sous Free Society) défend farouchement l'amour libre et les droits des femmes, et critiquait la « Comstockerie » - la censure de l'information sexuelle. En 1897, afin de provoquer délibérément les défenseurs des lois Comstock, dans un acte de désobéissance civile, The Firebrand publie « A Woman Waits for Me » (Une femme m’attend), un poème de Walt Whitman. Tous les rédacteurs et éditeurs du journal sont arrêtés et accusés d'avoir publié des écrits « obscènes » pour le poème de Whitman et une lettre intitulée « It Depends on the Women » signée AEK. La lettre de AEK présentait différentes situations hypothétiques dans lesquelles des femmes refusaient de consentir à des relations sexuelles avec leurs maris ou leurs amants, et défendait la position selon laquelle la véritable libération nécessite une éducation des deux sexes et celle des femmes en particulier.

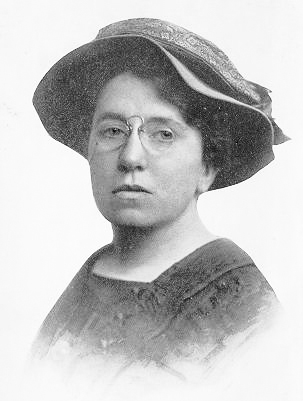
Emma Goldman.

À New-York, dans le Greenwich Village, des féministes et des socialistes « bohèmes » défendent l'auto-réalisation et le plaisir, ici et maintenant, pour les femmes (ainsi que les hommes), tout en militant contre la Première Guerre mondiale et dans d'autres mouvements libertaires et socialistes. Ils encouragent le fait de jouer avec les rôles sexuels conventionnels et la sexualité. Edna St. Vincent Millay, ouvertement et radicalement bisexuelle, ainsi que la lesbienne anarchiste Margaret Anderson, n'y sont pas étrangères. Le habitants du Village sont inspirés par les travailleuses immigrées (souvent anarchistes) des années 1905-1915 et de New Life Socialism d'Edward Carpenter, Havelock Ellis et Olive Schreiner. Quant à Emma Goldman, entre autres, elle fréquente des groupes de discussion organisés sur le sujet. Magnus Hirschfeld écrit, en 1923, que Goldman « milita résolument et énergiquement pour les droits individuels, en particulier pour ceux qui en étaient privés. Il s'avéra donc qu'elle fut la première et seule femme, c'est-à-dire la première américaine, à prendre la défense de l'amour homosexuel devant le grand public ». En fait, avant Emma Goldman, l'anarchiste hétérosexuel Robert Reitzel (1849-1898) a déjà abordé l'homosexualité en termes élogieux dès le début des années 1890 dans son journal en langue allemande Der arme Teufel (Le pauvre Diable).
Par ailleurs, Emma Goldman formule une critique radicale des relations hommes-femmes (voir Philosophie politique de Emma Goldman). Elle met en évidence la persistance de « l'instinct de propriété du mâle », même parmi les révolutionnaires : « dans son égocentrisme, l'homme ne supportait pas qu'il y eut d'autres divinités que lui », une analyse qu'elle développe dans La Tragédie de l'émancipation féminine publié dans Mother Earth en mars 1906.
Elle s'oppose aux conceptions traditionnelles de la famille, de l'éducation et des rapports de genre. Elle s'attaque à l'institution du mariage dont elle dit que « c'est premièrement un arrangement économique... [la femme] le paie avec son nom, sa vie privée, son estime de soi, toute sa vie ».

## Liste d’anarchistes aux États-Unis
- Edward Abbey
- Michael Albert
- Ashanti Alston
- Margaret Caroline Anderson
- Stephen Pearl Andrews
- Henry Appleton
- Kate Austin
- Sherman Austin
- Kuwasi Balagoon
- Harold Barclay
- Judi Bari
- John Perry Barlow
- Julian Beck
- Jim Bell
- Bruce L. Benson
- Alexander Berkman
- Jello Biafra
- Janet Biehl
- Bob Black
- Walter Block
- Abe Bluestein
- Henry Bool
- Randolph Bourne
- Daniel Garrison Brinton
- Slim Brundage
- Chaz Bufe
- Raegan Butcher
- Steven T. Byington
- John Cage
- Lewis Call
- Gene Callahan
- Lauren Canario
- Bryan Caplan
- Kevin Carson
- Daniel Carter
- Noam Chomsky
- Rod Coronado
- Peter Coyote
- Chris Crass
- Scott Crow
- Leon Czolgosz
- Diane di Prima
- Sam Dolgoff
- Eric Drooker
- Stephen Dunifer
- John H. Edelmann
- David Edelstadt
- Eileen Egan
- Robert Eggplant
- Howard Ehrlich
- Emcee Lynx
- George Engel
- Marie Equi
- Ernesto Aguilar
- Lorenzo Kom'boa Ervin
- Tav Falco
- Lawrence Ferlinghetti
- Samuel Fielden
- Adolph Fischer
- Leslie Fish
- Sénia Fléchine
- Ben Fletcher
- Mike Flugennock
- David D. Friedman
- Jay Fox
- Luigi Galleani
- Peter Gelderloos
- Dan Georgakas
- Allen Ginsberg
- Arturo Giovannitti
- Louis Goaziou[20],[21],[22]
- Emma Goldman
- Paul Goodman
- Toby Goodshank
- David Graeber
- William Batchelder Greene
- Emmett Grogan
- Philip Grosser
- Thomas J. Hagerty
- Robin Hahnel
- Moses Harman
- Zellig Harris
- Hippolyte Havel
- Spencer Heath
- Ammon Hennacy
- Karl Hess
- Ezra Heywood
- Robert Higgs
- Abbie Hoffman
- Hans-Hermann Hoppe
- Scott Horton
- Agnes Inglis
- Lawrence Jarach
- Derrick Jensen
- Theodore Kaczynski
- Ramsey Kanaan
- Mbanna Kantako
- Jay Kinney
- Stephan Kinsella
- Michael Muhammad Knight
- Victor Koman
- Samuel Edward Konkin III
- Tuli Kupferberg
- Jo Labadie
- Laurance Labadie
- Mark Lance
- Wolfi Landstreicher
- M. E. Lazarus
- Marie Le Compte
- Ursula K. Le Guin
- Philip Levine
- Thomas Lewis
- John William Lloyd
- Roderick Long
- Jeff Luers
- Dyer Lum
- Judith Malina
- Sean Mann
- Mike Maronna
- James J. Martin
- Todd May
- Eric McDavid
- Jason McQuinn
- John Milius
- Cindy Milstein
- Pete Missing
- Jeff Monson
- Thomas Mooney
- Frank Morales
- Chuck W. Morse
- Johann Most
- Chuck Munson
- Robert P. Murphy
- Oscar Neebe
- Deke Nihilson
- Max Nomad
- Madalyn Murray O'Hair
- Nina Paley
- Albert Parsons
- Lucy Parsons
- Joe Peacott
- Dale Pendell
- Fredy Perlman
- Sharon Presley
- Justin Raimondo
- Priya Reddy
- Godfrey Reggio
- Ben Reitman
- Kenneth Rexroth
- Dachine Rainer
- Lola Ridge
- Lew Rockwell
- William C. Rodgers
- Franklin Rosemont
- Penelope Rosemont
- Murray Rothbard
- Mark Rothko
- David Rovics
- Jerry Rubin
- Charles Ruthenberg
- Ferdinando Sacco
- Nicola Sacco
- Ron Sakolsky
- Jeremy Sapienza
- Crispin Sartwell
- Sascha Scatter
- Michael Schwab
- Robert Shea
- Winston Smith
- Gary Snyder
- Joseph Sobran
- Martin Sostre
- Paul Speckmann
- August Spies
- Lysander Spooner
- Mollie Steimer
- Joffre Stewart
- Clarence Lee Swartz
- Henry David Thoreau
- Kerry Wendell Thornley
- Mark Thornton
- Seth Tobocman
- Carlo Tresca
- Benjamin Tucker
- Jeffrey Tucker
- Bartolomeo Vanzetti
- James L. Walker
- Josiah Warren
- David Watson
- Kurt Gustav Wilckens
- Brad Will
- Peter Lamborn Wilson
- Ross Winn
- Robert Paul Wolff
- Thomas Woods
- Fred Woodworth
- John Zerzan
- Howard Zinn
- Voltairine de Cleyre

## Presse anarchiste aux États-Unis
- Cronaca Sovversiva presque entièrement publié en langue italienne
- Freie Arbeiter Stimme publié en yiddish
- Green Anarchy "Le Journal anti-civilisationnel de théorie et d'action"
- Le Réveil des mineurs
- Liberty (1881-1908)
- Lucifer, The Light-Bearer
- Mother Earth « mensuel dédié aux sciences sociales et à la littérature »
- The Alarm organe officiel de l'International Working People's Association
- The Firebrand
- The Word
- Arbeiter-Zeitung quotidien, partie bilingue allemand-anglais, des émigrés anarchistes allemands de Chicago